# 후쿠이 공항
후쿠이 공항(일본어: 福井空港, IATA: FKJ, ICAO: RJNF)은 일본 후쿠이현 사카이시에 있는 공항이다.